# Stożkówka węglolubna
Stożkówka węglolubna (Conocybe anthracophila Maire & Kühner ex Kühner & Watling) – gatunek grzybów z rodziny gnojankowatych (Bolbitiaceae).

## Systematyka i nazewnictwo
Pozycja w klasyfikacji według Index Fungorum: Conocybe, Bolbitiaceae, Agaricales, Agaricomycetidae, Agaricomycetes, Agaricomycotina, Basidiomycota, Fungi.
Po raz pierwszy opisali go w 1935 roku mykolodzy René Charles Maire i Robert Kühner jako odmianę stożkówki białoochrowej (Conocybe silignea var. anthracophila). W 1983 roku Kühner i Roy Watling podnieśli go do rangi gatunku. Synonimy:
- Conocybe anthracophila (Maire & Kühner) Singer 1951
- Conocybe anthracophila var. ovispora Hauskn. 2005
- Conocybe siliginea var. anthracophila Maire & Kühner 1935

Nazwę polską zaproponował Władysław Wojewoda w 2003 r.

## Morfologia
Kapelusz
O średnicy 15–40 mm, najpierw dzwonkowaty, później wypukły, w stanie wilgotnym ochrowy lub czerwonożółty, ciemniejszy na brzegach i środku, brzegi ostre, lekko faliste i czasami wygięte ku górze.
Blaszki
Początkowo ochrowe, później czerwonobrązowe, szersze na środku i delikatnie ząbkowane na brzegach.
Trzon
Wysokość 35–75, grubość 1,5–3 mm, cylindryczny, czasami lekko cebulkowaty u nasady, kruchy. Powierzchnia ochrowa lub jasnobrązowa, ciemniejsza u nasady, wzdłużnie srebrzystobiała, włókienkowata.
Miąższ
Cienki, białawy lub w bladym kolorze skóry. Smak i zapach niewyraźny.
Cechy mikroskopowe
Zarodniki 10–12 × 6-7 µm, elipsoidalne do jajowatych, czerwonobrązowe, grubościenne, gładkie, z wyraźną porą rostkową i małym apiculusem. Podstawki 15–22 × 6–8 µm, cylindryczno-maczugowate, z 2 lub 4 sterygmami i sprzążką u podstawy. Cheilocystydy kolbowate, 15–25 × 7–12 µm, z główką 3–5 µm.

## Występowanie i siedlisko
Podano stanowiska stożkówki węglolubnej głównie w Europie, poza nią w nielicznych miejscach w Afryce i Azji. W Polsce do 2003 roku jedyne stanowisko podał Stanisław Domański w Lasach Łochowskich, ale w późniejszych latach podano następne. Najbardziej aktualne podaje internetowy atlas grzybów. Znajduje się w nim na liście gatunków zagrożonych i wartych objęcia ochroną. Jest to rzadki gatunek, ale często jego owocniki pojawiają się w dużej liczbie w odpowiednich warunkach.
Naziemny grzyb saprotroficzny. Grzyb wypaleniskowy rosnący na wypaleniskach, ale także na bogatych w minerały miejscach, takich jak kompost, nawożone łąki i grządki ogrodowe.